# S. Epatha Merkerson
S. (Sharon) Epatha Merkerson (Detroit, 28 november 1952) is een Amerikaans actrice. Zij won voor haar rol als Rachel 'Nanny' Crosby in de televisiefilm Lackawanna Blues (2005) onder meer een Golden Globe, een Emmy Award en een Screen Actors Guild Award. Voor laatstgenoemde prijs werd Merkerson negen keer eerder genomineerd samen met de gehele cast van Law & Order. Daarin verscheen ze sinds september 1993 in meer dan 375 afleveringen als Luitenant Anita Van Buren.
Merkerson trouwde in 1994 met Toussaint L. Jones Jr., maar hun huwelijk liep na twaalf jaar op de klippen.

## Filmografie
*Exclusief tien televisiefilms
- The Challenger (2015)
- The Gabby Douglas Story (2014)
- Peeples (2013)
- Lincoln (2012)
- Mother and Child (2009)
- The Six Wives of Henry Lefay (2009)
- Slipstream (2007)
- Girl, Positive (2007, televisiefilm)
- Black Snake Moan (2006)
- Jersey Girl (2004)
- Radio (2003)
- The Rising Place (2001)
- Random Hearts (1999)
- Terminator 2: Judgment Day (1991)
- Jacob's Ladder (1990)
- Navy Seals (1990)
- Loose Cannons (1990)
- She's Gotta Have It (1986)

## Televisieseries
*Exclusief eenmalige gastrollen
- Chicago Med - Sharon Goodwin (2015-nu, 96 afleveringen )
- Deception (2013, 4 afleveringen)
- Law & Order - Lt. Anita Van Buren (1993-2010, 390 afleveringen)
- The Closer - Dr. Rebecca Dioli (2007, drie afleveringen)
- Here and Now - Ms. St. Marth (1992-1993, twaalf afleveringen)
- Mann & Machine - Capt. Margaret Claghorn (1992, negen afleveringen)
- Pee-wee's Playhouse - Reba - Mail Woman (1987-1989, drie afleveringen)

- Bibliothèque nationale de France: cb157259098 (data)
- Gemeinsame Normdatei: 1014493501
- International Standard Name Identifier: 0000 0000 7850 3469
- Library of Congress Control Number: no2001079978
- MusicBrainz: b5e7a14b-524f-438b-80cd-22c7683011f2
- Nationale bibliotheek van Australië: 42513017
- Nationale Bibliotheek van Israël: 987007425098905171
- Nederlandse Thesaurus van Auteursnamen: 333248406
- SNAC: w63j4fr1
- Trove: 1458118
- Virtual International Authority File: 95128124
- WorldCat: E39PBJgMC9RHQgwT8q4FPvjQv3